# Ball dels Pabordes
El Ball dels Pabordes de Sant Joan de les Abadesses és un dels principals actes de la festa major d'aquesta població, que inicialment se celebrava el 24 de juny en honor de Sant Joan Baptista, però des del 1655 que es passà a celebrar el segon diumenge de setembre en honor del Santíssim Misteri. El Ball de Pabordes, d'origen religiós però d'arrelament profundament popular, ha mantingut al llarg dels anys el seu caràcter senyorial. La voluntat de mantenir la tradició del Ball queda palesa amb el procés de reorganització en el qual el 23 de juny de 1934 fou aprovat el reglament pel qual s'hauria de regir a partir de llavors. Aquest reglament en conté una descripció ben detallada i s'ocupa de tots els aspectes del ball, la indumentària, la música. L'acte està catalogat com a Festa patrimonial d'interès nacional.

## Origen
A Sant Joan havien tingut molta importància els diferents gremis, sobretot el dels mestres paraires. Aquests gremis, com és habitual, s'encarregaven de protegir i regular la producció manufacturera dels seus associats. L'organització de les activitats religioses i lúdiques anava a càrrec de les respectives confraries, les quals es van consolidar al segle xviii com a autèntiques impulsores del ball. Existien diverses confraries, amb diferents advocacions, i cadascuna d'elles tenia la seva festa patronal en la qual els pabordes, és a dir, els encarregats de la festa, ballaven un mateix ball. Cada confraria donava un nom diferent al ball; així la Confraria del Santíssim Misteri, formada per famílies notòries de la vila, l'anomenava Ball dels Pabordes. Els pabordes feien un acapta que s'anomenava "llevant de taula" i que servia per a sufragar les despeses de la festa.

## Preparació i execució
El ball dels Pabordes és interpretat a la plaça Major de Sant Joan de les Abadesses durant la Festa Major del Santíssim Misteri, que s'escau el segon diumenge de setembre, el diumenge a la tarda i el dilluns al vespre. També es balla en comptades ocasions extraordinàries a la vila, amb motius d'actes assenyalats, i encara més excepcionalment fora de Sant Joan. El ball és executat per quatre parelles que vesteixen la indumentària senyorial pròpia.
Prèviament al ball té lloc el passant: els quatre pabordes es reuneixen a la plaça Major i, precedits per la cobla i pel paborde major, es dirigeixen al domicili de cada una de les pabordesses mentre la cobla interpreta la “Marxa de les pabordesses”. Arribats al domicili, el paborde puja a la casa i surt al balcó amb la pabordessa per escoltar la serenata que interpreta la cobla. Una vegada s'ha fet al mateix amb la resta de pabordesses, la comitiva retorna a la plaça Major on són rebuts a la Casa de la Vila. Tot seguit s'inicia el ball, que consta de quatre parts: salutació, ventalls, alfàbrega i morratxes. Cada part està precedida d'un preludi que consisteix en un passeig al voltant de la plaça en el qual els homes marquen el compàs i les dones els tres temps de cada compàs. Durant la salutació, una de les parts menys restaurades del ball, els balladors saluden a les autoritats, al poble i finalitza amb la salutació entre paborde i pabordessa. A la segona part, els pabordes obsequien a les pabordesses amb un ventall i a la tercera part, les pabordesses corresponen a l'obsequi dels pabordes amb rams d'alfàbrega. En el darrer ballet, les morratxes, cada paborde fa gala, és a dir, ruixa amb aigua de roses la seva pabordessa, les altres pabordesses i finalment al poble assistent. El ball acaba amb la salutació de comiat.